# Maurizia Balmelli
Maurizia Balmelli (Locarno, 24.12.1970) è una traduttrice svizzera.

## Biografia
Balmelli è nata a Locarno, in Svizzera, il 24.12.1970 ed è cresciuta sul Lago Maggiore. Attualmente vive a Parigi. Ha studiato teatro alla Scuola internazionale di teatro Jacques Lecoq di Parigi, e alla Scuola Holden di Torino, dove tiene un workshop di traduzione francese.
Balmelli ha tradotto le opere di diversi autori dal francese e dall'inglese all'italiano, tra cui Sally Rooney, Aleksandar Hemon, Martin Amis, Wallace Stegner, Ian McEwan, Mary Gaitskill, Miriam Toews, Jean-Marie Gustave Le Clézio, Emmanuel Carrère, Ágota Kristóf, Tahar Ben Jelloun, Marie Darrieussecq, Jean Echenoz, Cormac McCarthy, Noëlle Revaz, Yasmina Reza e Fred Vargas.
Nel 2022, Balmelli è stata insignita del Premio speciale per la traduzione dall'Ufficio federale della cultura, citata come "una delle traduttrici più significative dal francese e dall'inglese all'italiano" e lodata per aver costruito "... ponti tra letterature diverse, dedicando un impegno costante e prezioso all'insegnamento e alla formazione". Per la sua versione di Suttree di Cormac McCarthy ha vinto il Premio Vallombrosa Von Rezzori 2010.
Le sue traduzioni sono edite da importanti editori italiani, quali Arnoldo Mondadori Editore, Giulio Einaudi Editore, Adelphi e Marcos y Marcos. Le sue recenti traduzioni dei libri di Sally Rooney hanno ricevuto il plauso della critica da parte della stampa italiana.
Nel corso della sua carriera ha tradotto oltre 80 libri in italiano.